# Guido Tacchinardi

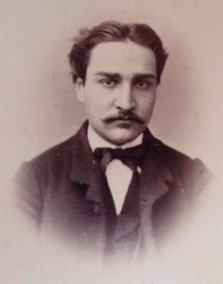
Guido Tacchinardi (1864)

Guido Tacchinardi (* 10. März 1840 in Florenz; † 6. Dezember 1917 ebenda) war ein italienischer Komponist, Musiktheoretiker und -pädagoge.

## Leben
Guido Tacchinardi wurde als Sohn des bedeutenden Sängers Niccolò Tacchinardi (1772–1859) geboren, der 1831 seine Karriere beendet und sich als Gesanglehrer in Florenz niedergelassen hatte. Seine ältere Schwester Fanny Tacchinardi, verheiratete Persiani (1812–1867) war eine erfolgreiche Opernsängerin. Der junge Musiker studierte in seiner Heimatstadt unter anderem bei dem italienischen Opernkomponisten Teodulo Mabellini (1817–1897). 1881 nahm er eine Stelle als Lehrer für Musiktheorie am Regio Istituto Musicale di Firenze, dem heutigen Conservatorio di Musica „Luigi Cherubini“ an; zehn Jahre später wurde er in der Nachfolge von Giovanni Pacini und Luigi Ferdinando Casamorata zum Direktor der Hochschule berufen, wo er bis zu seinem Tod wirkte. Tacchinardis musikalischer Nachlass wird von der Bibliothek des Musikkonservatoriums „Luigi Cherubini“ aufbewahrt und verwaltet.
Seine Tochter Giulia Tacchinardi machte eine erfolgreiche Karriere als Geigerin, sein Sohn Alberto arbeitete ebenfalls als Musiktheoretiker und veröffentlichte einige Schriften zum musikalischen Rhythmus und zur Akustik.

## Werk

### Kompositionen
Tacchinardis Kompositionen sind nur bruchstückhaft dokumentiert und in raren Handschriften und Drucken überliefert. Nur wenige seiner Werke liegen in modernen Notenausgaben vor.
- I conti senza l‘oste (etwa Die Rechnung ohne den Wirt), melodramma comico auf ein Libretto von Enrico Cecioni, aufgeführt in der Herbstspielzeit 1872 am Teatro Nuovo in Florenz
- Orchesterwerke und Konzerte

Für seine Tochter Giulia schrieb Tacchinardi unter anderem ein dreisätziges Concerto für Violine und Orchester in g-Moll (1908) sowie die beiden Serien von einmal zwölf (1902) und weiteren sechs Miniature für Violine und Klavier (1913), die sich bis heute bei Geigern einer gewissen Popularität und Verbreitung erfreuen.
- Gesù di Nazareth (Jesus von Nazareth), geistliches Oratorium
- Chormusik, darunter drei Messen und ein Requiem a Rossini (s. u.)
- Kammermusik, darunter

Dodici Miniature per violino e pianoforte (1902); seiner Tochter Giulia gewidmet (Neuausgabe 2017)
- Klaviermusik
- Studienwerke:

Dodici fughe per pianoforte a 2, 3, 4 e 6 parti reali (1890)
(Diese und einige andere musikalischen Kompositionen Tacchinardis sind gewissermaßen als praktische Ausführungsbeispiele seiner theoretischen Studien zu verstehen.)

### Schriften
Als Theoretiker veröffentlichte Tacchinardi etliche Studien zu den Themen Harmonielehre und Kontrapunkt, die am Istituto Musicale auch als Schulungsmaterial verwendet wurden.
- Studio sulla interpretazione della musica (1902)
- Manuale pratico di grammatica musicale (compilato secondo il programma della scuola di elementi del R[eal] Istituto Musicale Cherubini di Firenze) (1912), eine „musikalische Grammatik“
- Metodo per lo studio del contrappunto e fuga (Kontrapunktlehre; o. J.)
- Metodo per lo studio dell‘armonia (Harmonielehre; 1889)
- Studienwerke:

Cinquanta piccoli bassi progressivi per lo studio elementare della disposizione a quattro parti (1887)
Saggi di basso numerato e di contrappunto da servire di studio preparatorio alla interpretazione della musica di stile legato (o. J.)
(Tacchinardis praktische Übungswerke für Kontrapunkt und Generalbass wurden bis in die 1930er Jahre hinein nachgedruckt.)

### Herausgeberschaft
- Anticaglie musicali italiane
- Ventiquattro antiche arie italiane

(Sammlungen von Vokal- und Instrumentalmusik von italienischen Komponisten des 16. bis 18. Jahrhunderts, die Tacchinardi gesammelt und rekonstruiert hat; überliefert als Handschriften im Nachlass des Komponisten in der Bibliothek des Musikkonservatoriums „Luigi Cherubini“ in Florenz.)

## Requiem für Rossini
Unter Tacchinardis Vokalwerken findet sich ein Requiem a Rossini für achtstimmigen gemischten Chor a cappella, das mit dem 12. März 1869 datiert ist und folglich zeitgleich mit der von Giuseppe Verdi organisierten Messa per Rossini entstanden ist, für die dieser ein Dutzend mehr oder weniger bekannte italienische Komponisten zur gemeinschaftlichen Komposition bewegen wollte, die am 13. November 1869 – am ersten Jahrestag von Rossinis Tod – in Bologna hätte aufgeführt werden sollen. Jene Totenmesse geriet jedoch in Vergessenheit, bis sie in den 1970er Jahren wiederentdeckt und am 11. September 1988 erstaufgeführt werden konnte. Die Reaktion des jungen Florentiner Musikers Tacchinardi (sein Requiem a Rossini wurde zwei Tage nach seinem 29. Geburtstag fertiggestellt) auf den Tod des bedeutendsten und bekanntesten Komponisten seiner Zeit könnte durch seinen Kompositionslehrer Teodulo Mabellini angeregt oder sogar als Kompositionsaufgabe gestellt worden sein. Mabellini war einer der zwölf von Verdi zur Zusammenarbeit an der Messa per Rossini eingeladenen Komponisten; von ihm stammt die Communio „Lux aeterna“ der Messa per Rossini, ein Terzett für drei Männersolostimmen.
Die erste Druckausgabe von Tacchinardis Requiem a Rossini wurde 2014 beim Musikverlag Dohr vorgelegt.
„Vier Monate nach Rossinis Tod vollendete der damals 29jährige italienische Komponist Guido Tacchinardi sein Requiem a Rossini. Der Beginn des Werkes wirkt denkbar trivial, doch schnell entfaltet sich ein wahres Gewebe der acht Stimmen, in dem der auf ein Minimum verkürzte Text meisterhaft musikalisch umgesetzt wird. Eine spannende a cappella-Neuentdeckung, in Gottesdienst wie Konzert sehr gut zu verwenden!“